# Partido judicial de Motril
El partido judicial de Motril es uno de los nueve partidos judiciales en los que se divide la provincia de Granada, en España.Es el partido judicial n.º 4 de la provincia de Granada.

## Ámbito geográfico
El ámbito territorial, que viene regulado por el Real Decreto 529/1983, de 9 de marzo, comprende los municipios:
- Albondón
- Albuñol
- Los Guájares
- Gualchos (Castell de Ferro)
- Ítrabo
- Lújar
- Molvízar
- Motril
- Polopos
- Rubite
- Salobreña
- Sorvilán
- Torrenueva Costa
- Vélez de Benaudalla